# Góra Iskańska
Góra Iskańska – szczyt o wysokości 379 m n.p.m., na Pogórzu Przemyskim, w Paśmie Kruszelnicy.